# Louis Bugette
Pour les articles homonymes, voir Bugette.
Louis Bugette est un acteur français, né le 29 mai 1904 à Saint-Florentin (Yonne) et mort le 18 mars 1975 à Paris 15e.

## Biographie
Il meurt le 18 mars 1975 au sein de la Clinique d'Alleray dans le 15e arrondissement de Paris, et est inhumé au cimetière parisien de Bagneux (division 98). Il avait épousé Gisèle Lable (1921-2007).

## Filmographie

### Cinéma

#### Courts métrages
- 1948 : Plus jolie qu'en un rêve de Roger Blanc
- 1950 : Marguerite
- 1950 : Brune ou blonde de Jacques Garcia
- 1952 : Le Duel à travers les âges de Pierre Foucaud
- 1952 : Pour vous mesdames de Jacques Garcia
- 1953 : Un jour comme les autres de Georges Rouquier : le contremaître
- 1960 : Le Bouclier de Georges Rouquier : Monod

#### Longs métrages
- 1949 : On ne triche pas avec la vie de René Delacroix et Paul Vandenberghe
- 1949 : Le Parfum de la dame en noir de Louis Daquin
- 1949 : Un certain monsieur d'Yves Ciampi
- 1949 : Drame au Vel'd'Hiv' de Maurice Cam
- 1950 : Dieu a besoin des hommes de Jean Delannoy
- 1950 : Méfiez-vous des blondes d'André Hunebelle : le premier tueur
- 1950 : Le Clochard milliardaire de Léopold Gomez : le bouquiniste
- 1950 : La Vie chantée de Noël-Noël
- 1951 : Passion de Georges Lampin
- 1951 : La Belle Image de Claude Heymann
- 1951 : Rendez-vous à Grenade de Richard Pottier : Casimir
- 1951 : Massacre en dentelles d'André Hunebelle : Carlos
- 1951 : Ma femme est formidable d'André Hunebelle : le clochard
- 1952 : Mon mari est merveilleux d'André Hunebelle : Roger
- 1952 : Monsieur Taxi d'André Hunebelle : le second inspecteur
- 1952 : Minuit quai de Bercy de Christian Stengel
- 1952 : Le Rideau rouge ou Ce soir on joue Macbeth d'André Barsacq
- 1952 : Les Dents longues de Daniel Gélin : "Papa", le photographe
- 1953 : Quai des blondes de Paul Cadéac
- 1953 : Le Guérisseur d'Yves Ciampi
- 1954 : Cadet Rousselle d'André Hunebelle : un gardien de prison
- 1954 : Poisson d'avril de Gilles Grangier : le patron du garage
- 1954 : Ces sacrées vacances de Robert Vernay
- 1955 : Série noire de Pierre Foucaud : Bastia
- 1955 : Les Assassins du dimanche d'Alex Joffé
- 1955 : Je suis un sentimental de John Berry
- 1955 : Goubbiah, mon amour de Robert Darène : l'oncle de Goubbiah
- 1955 : L'Impossible Monsieur Pipelet d'André Hunebelle : Bugette, le chanteur des rues
- 1955 : Chiens perdus sans collier de Jean Delannoy : un inspecteur
- 1956 : Bonjour Toubib de Louis Cuny
- 1956 : L'Homme aux clés d'or de Léo Joannon : le permanent de l'hôtel Richmond
- 1956 : L'Homme et l'Enfant de Raoul André
- 1956 : Mademoiselle et son gang de Jean Boyer : Jojo, un mauvais garçon
- 1957 : Filous et Compagnie de Tony Saytor : le général
- 1957 : Porte des Lilas de René Clair : un brigadier
- 1957 : Les femmes sont marrantes d'André Hunebelle : l'agent
- 1957 : Les Espions d'Henri-Georges Clouzot : l'homme qui regarde la télé
- 1958 : Incognito de Patrice Dally
- 1958 : Maigret tend un piège de Jean Delannoy : Simoni, le policier du commissariat du 4e arrondissement
- 1958 : Premier mai de Luis Saslavsky : le patron du bistrot
- 1958 : Guinguette de Jean Delannoy : le brigadier
- 1958 : Madame et son auto de Robert Vernay
- 1958 : À pied, à cheval et en spoutnik de Jean Dréville : l'inspecteur de la sécurité routière
- 1958 : Sois belle et tais-toi de Marc Allégret
- 1958 : Taxi, Roulotte et Corrida d'André Hunebelle : Casimir
- 1959 : Quai du Point-du-Jour de Jean Faurez
- 1959 : Le Baron de l'écluse de Jean Delannoy : un conseiller du prince Sadokkhan
- 1959 : Recours en grâce de László Benedek : Jules, le bistrot
- 1960 : La Corde raide de Jean-Charles Dudrumet : un gendarme
- 1960 : Le Capitan d'André Hunebelle : le porte-clefs
- 1960 : La Famille Fenouillard d'Yves Robert
- 1960 : Il suffit d'aimer de Robert Darène
- 1962 : Les Mystères de Paris d'André Hunebelle : le faux aveugle
- 1963 : Cent mille dollars au soleil d'Henri Verneuil
- 1964 : Les Aventures de Salavin de Pierre Granier-Deferre
- 1965 : Le Majordome de Jean Delannoy : un truand
- 1966 : Le Deuxième Souffle de Jean-Pierre Melville : Théo, le passeur
- 1966 : Un idiot à Paris de Serge Korber : l'agent de police aux Halles
- 1972 : Tout va bien de Jean-Luc Godard et Jean-Pierre Gorin

### Télévision
- 1962 : Commandant X - épisode : Le dossier Morel de Jean-Paul Carrère
- 1962 : L'inspecteur Leclerc enquête  de Yannick Andréi, épisode Les gangsters
- 1963 : L'inspecteur Leclerc enquête  de Serge Friedman, épisode : knock-out, (série télévisée)
- 1962 : Les Cinq Dernières Minutes, épisode La Mort d'un casseur de Guy Lessertisseur : un ouvrier
- 1964 : Les Cinq Dernières Minutes,  épisode Sans fleurs, ni couronnes de Claude Loursais
- 1964 : L'Abonné de la ligne U de Yannick Andreï
- 1965 : Commandant X - épisode : Le Dossier Edelweiss de Jean-Paul Carrère
- 1965 : Les Cinq Dernières Minutes, épisode Napoléon est mort à Saint-Mandé de Claude Loursais
- 1965 : Les Cinq Dernières Minutes, épisode Bonheur à tout prix de Claude Loursais
- 1965 : Les Jeunes Années, épisode 1, feuilleton télévisé de Joseph Drimal
- 1966 : À la belle étoile de Pierre Prévert
- 1967 : Les Cinq Dernières Minutes, épisode La Mort masquée de Guy Lessertisseur
- 1967 : Les Cinq Dernières Minutes, épisode Finir en beauté de Claude Loursais
- 1974 : Un curé de choc (26 épisodes de 13 minutes) de Philippe Arnal
- 1974 : La Folie des bêtes, feuilleton télévisé de Fernand Marzelle